# کارکس امپلیفولیا
کارکس امپلیفولیا (نام علمی: Carex amplifolia) نام یک گونه از سرده جگن است.